# Amblycephalon indicus
Amblycephalon indicus är en kräftdjursart som beskrevs av Pillai 1954. Amblycephalon indicus ingår i släktet Amblycephalon och familjen Cymothoidae. Inga underarter finns listade i Catalogue of Life.